# Italië op de Olympische Winterspelen 1956
Tijdens de Olympische Winterspelen van 1956, die in Cortina d'Ampezzo werden gehouden, nam het gastland, Italië, voor de zevende keer deel.

## Medailleoverzicht
| Sport     | Olympiër                                                   | Discipline    | Medaille |
| --------- | ---------------------------------------------------------- | ------------- | -------- |
| Bobsleeën | Lamberto Dalla Costa Giacomo Conti                         | 2-mansbob (m) | Goud     |
| Bobsleeën | Eugenio Monti Renzo Alverà                                 | 2-mansbob (m) | Zilver   |
| Bobsleeën | Eugenio Monti Ulrico Girardi Renzo Alverà Renato Mocellini | 4-mansbob (m) | Zilver   |

## Deelnemers en resultaten

### Alpineskiën
| Olympiër                | Discipline       | Resultaat | Prestatie                    |
| ----------------------- | ---------------- | --------- | ---------------------------- |
| Bruno Burrini           | afdaling (m)     | 9e        | 3.02,4 (+10,2)               |
| Bruno Burrini           | reuzenslalom (m) | 25e       | 3.23,1 (+23,0)               |
| Bruno Burrini           | slalom (m)       | 27e       | 4.00,4 (+45,7) 1.36,2+2.24,2 |
| Gino Burrini            | afdaling (m)     | 6e        | 3.00,2 (+8,0)                |
| Gino Burrini            | reuzenslalom (m) | 10e       | 3.12,3 (+12,2)               |
| Guido Ghedina           | reuzenslalom (m) | 11e       | 3.15,6 (+15,5)               |
| Guido Ghedina           | slalom (m)       | 17e       | 3.40,7 (+26,0) 1.32,6+2.08,1 |
| Paride Milianti         | afdaling (m)     | dq        | diskwalificatie              |
| Paride Milianti         | slalom (m)       | dq        | diskwalificatie              |
| Italo Pedroncelli       | slalom (m)       | dq        | diskwalificatie              |
| Dino Pompanin           | reuzenslalom (m) | 24e       | 3.22,4 (+22,3)               |
| Lino Zecchini           | afdaling (m)     | dq        | diskwalificatie              |
|                         |                  |           |                              |
| Giuliana Chenal Minuzzo | afdaling (v)     | 4e        | 1.47,3 (+6,6)                |
| Giuliana Chenal Minuzzo | reuzenslalom (v) | 13e       | 2.01,5 (+5,0)                |
| Giuliana Chenal Minuzzo | slalom (v)       | 4e        | 1.56,8 (+4,5) 56,9+59,9      |
| Cristina Ebner          | slalom (v)       | dq        | diskwalificatie              |
| Carla Marchelli         | afdaling (v)     | 6e        | 1.47,7 (+7,0)                |
| Maria Grazia Marchelli  | reuzenslalom (v) | 28e       | 2.05,2 (+8,7)                |
| Anna Pellissier         | afdaling (v)     | 11e       | 1.49,7 (+9,0)                |
| Anna Pellissier         | reuzenslalom (v) | 17e       | 2.02,4 (+5,9)                |
| Anna Pellissier         | slalom (v)       | 16e       | 2.06,5 (+14,2) 1.01,2+1.05,3 |
| Vera Schenone           | afdaling (v)     | 36e       | 1.59,2 (+18,5)               |
| Vera Schenone           | reuzenslalom (v) | dq        | diskwalificatie              |
| Vera Schenone           | slalom (v)       | 29e       | 2.37,2 (+44,9) 1.05,1+1.32,1 |

### Bobsleeën
| Olympiër                                                         | Discipline              | Resultaat | Prestatie                                               |
| ---------------------------------------------------------------- | ----------------------- | --------- | ------------------------------------------------------- |
| Lamberto Dalla Costa Giacomo Conti                               | 2-mansbob (m) Italië I  | Goud      | 5.30,14 (1.22,00 / 1.22,45 / 1.22,95 / 1.22,74)         |
| Eugenio Monti Renzo Alverà                                       | 2-mansbob (m) Italië II | Zilver    | 5.31,45 (+1,31) (1.22,73 / 1.22,53 / 1.23,37 / 1.22,82) |
| Dino De Martin Giovanni De Martin Giovanni Tabacchi Carlo Da Prà | 4-mansbob (m) Italië I  | 5e        | 5.14,66 (+4,22) (1.18,10 / 1.18,65 / 1.18,50 / 1.19,41) |
| Eugenio Monti Ulrico Girardi Renzo Alverà Renato Mocellini       | 4-mansbob (m) Italië II | Zilver    | 5.12,10 (+1,66) (1.17,69 / 1.17,97 / 1.18,13 / 1.18,31) |

### Kunstrijden
| Olympiër       | Discipline | Resultaat | Prestatie                 |
| -------------- | ---------- | --------- | ------------------------- |
| Fiorella Negro | vrouwen    | 15e       | pc. 168,5; 142,310 punten |
| Manuela Angeli | vrouwen    | 21e       | pc. 222,0; 133,510 punten |

### Langlaufen
| Olympiër                                                                | Discipline            | Resultaat | Prestatie                                       |
| ----------------------------------------------------------------------- | --------------------- | --------- | ----------------------------------------------- |
| Gioacchino Busin                                                        | 50 km (m)             | 21e       | 3:21.05 (+30.38)                                |
| Gianni Carrara                                                          | 50 km (m)             | 17e       | 3:14.39 (+24.12)                                |
| Innocenzo Chatrian                                                      | 15 km (m)             | 25e       | 53.46 (+4.07)                                   |
| Ottavio Compagnoni                                                      | 15 km (m)             | 11e       | 51.42 (+2.03)                                   |
| Ottavio Compagnoni                                                      | 30 km (m)             | dq        | diskwalificatie                                 |
| Arrigo Delladio                                                         | 30 km (m)             | 24e       | 1:54.27 (+10.21)                                |
| Pompeo Fattor                                                           | 15 km (m)             | 24e       | 53.45 (+4.06)                                   |
| Federico De Florian                                                     | 15 km (m)             | 17e       | 52.48 (+3.09)                                   |
| Federico De Florian                                                     | 30 km (m)             | 13e       | 1:49.16 (+5.10)                                 |
| Vigilio Mich                                                            | 50 km (m)             | 16e       | 3:11.59 (+21.32)                                |
| Battista Mismetti                                                       | 50 km (m)             | 23e       | 3:23.15 (+32.48)                                |
| Camillo Zanolli                                                         | 30 km (m)             | 26e       | 1:54.42 (+10.36)                                |
| Pompeo Fattor Ottavio Compagnoni Innocenzo Chatrian Federico De Florian | 4x10 km estafette (m) | 5e        | 2:23.28 (+7.58) (35.43 / 34.55 / 35.59 / 36.51) |
|                                                                         |                       |           |                                                 |
| Ildegarda Taffra                                                        | 10 km (v)             | 23e       | 42.51 (+4.40)                                   |
| Rita Bottero                                                            | 10 km (v)             | 30e       | 43.03 (+4.52)                                   |
| Fides Romanin                                                           | 10 km (v)             | 31e       | 44.17 (+6.06)                                   |
| Anita Parmesani                                                         | 10 km (v)             | 37e       | 47.37 (+9.26)                                   |
| Fides Romanin Rita Bottero Ildegarda Taffra                             | 3x5 km estafette (v)  | 8e        | 1:16.11 (+7.10) (25.44 / 25.23 / 25.04)         |

### Noordse combinatie
| Olympiër        | Discipline | Resultaat | Prestatie                                                                |
| --------------- | ---------- | --------- | ------------------------------------------------------------------------ |
| Alfredo Prucker | mannen     | 8e        | 431,100 punten schans: 201,0 (70,0+70,0+67,0 m) 15 km: 230,100 (58.52)   |
| Enzo Perin      | mannen     | 20e       | 418,600 punten schans: 196,0 (67,0+70,0+68,0 m) 15 km: 222,600 (1:00.48) |
| Aldo Pedrana    | mannen     | 31e       | 391,400 punten schans: 168,0 (60,5+58,0+60,0 m) 15 km: 223,400 (1:00.36) |

### Schaatsen
| Olympiër       | Discipline   | Resultaat | Prestatie         |
| -------------- | ------------ | --------- | ----------------- |
| Carlo Calzà    | 5000 m (m)   | 41e       | 8.41,1 (+52,4)    |
| Carlo Calzà    | 10.000 m (m) | 32e       | 18.32,8 (+1.56,9) |
| Guido Caroli   | 500 m (m)    | 33e       | 43,9 (+3,7)       |
| Guido Caroli   | 1500 m (m)   | 42e       | 2.20,0 (+11,4)    |
| Guido Citterio | 500 m (m)    | 22e       | 43,1 (+2,9)       |
| Guido Citterio | 1500 m (m)   | 27e       | 2.16,5 (+7,9)     |
| Paolino Dimai  | 5000 m (m)   | 44e       | 8.48,0 (+59,3)    |
| Remo Tomasi    | 1500 m (m)   | 48e       | 2.22,2 (+13,6)    |
| Remo Tomasi    | 5000 m (m)   | 45e       | 8.48,3 (+59,6)    |

### Schansspringen
| Olympiër         | Discipline | Resultaat | Prestatie                  |
| ---------------- | ---------- | --------- | -------------------------- |
| Tito Tolin       | mannen     | 33e       | 184,5 punten (69,5+71,5 m) |
| Luigi Pennacchio | mannen     | 37e       | 180,5 punten (70,5+67,5 m) |
| Alfredo Prucker  | mannen     | 38e       | 179,5 punten (67,5+68,5 m) |
| Enzo Perin       | mannen     | 48e       | 164,0 punten (67,0+63,5 m) |

### IJshockey
| Olympiër | Discipline | Resultaat | Prestatie |
| --- | ---------- | --------- | --- |
| Vittorio Bolla Giuliano Ferraris Carmine Tucci Carlo Montemurro Aldo Federici Mario Bedogni Bernardo Tomei Giovanni Furlani Giampiero Branduardi Aldo Maniacco Ernesto Crotti Giancarlo Agazzi Gianfranco Darin Rino Alberton Giulio Oberhammer Francesco Macchietto | mannen     | 7e        | voorronde groep A: 2 - 2 Italië - Oostenrijk 2 - 2 Italië - Duits eenheidsteam 1 - 3 Italië - Canada plaatsingsronde 7e t/m 10e plaats: 8 - 2 Italië - Oostenrijk 8 - 3 Italië - Zwitserland 5 - 2 Italië - Polen |

Australië · België · Bolivia · Bulgarije · Canada · Chili · Duits eenheidsteam · Finland · Frankrijk · Griekenland · Groot-Brittannië · Hongarije · IJsland · Iran · Italië · Japan · Joegoslavië · Libanon · Liechtenstein · Nederland · Noorwegen · Oostenrijk · Polen · Roemenië ·  Sovjet-Unie · Spanje · Tsjecho-Slowakije · Turkije · Verenigde Staten · Zuid-Korea · Zweden · Zwitserland